# Menas d'Aksoum
Menas (ou Monas) était un des premiers évêque d'Axoum, probablement au VIe siècle. Selon l'historiographie traditionnelle éthiopienne, il était le deuxième abun après Frumence (Salama I) et prit le nom de Salama II. Les sources éthiopiennes placent cependant l'épiscopat de Frumentius sous le règne du roi Ezana (c. 320-360) et celui de Minas sous le règne d'Anbasa Wedem, vingt-six rois plus tard, mais avant la conquête arabe de l'Égypte (c. .640). Cela peut indiquer une longue lacune dans la succession épiscopale. Alternativement, cela peut indiquer "un nouveau départ d'activités chrétiennes vigoureuses" sous Minas. Cela expliquerait également pourquoi il a été considéré par les Éthiopiens ultérieurs comme un deuxième Salama.
Selon la Gadla Afse, Minas était évêque lorsque les Neuf Saints sont venus en Éthiopie entre la fin du IVe et le VIe siècle. Bien qu'il n'y ait aucune information sur les origines de Minas, les érudits modernes ont rapidement supposé qu'il était égyptien. Cela ferait de lui le premier abun égyptien d'une lignée continue jusqu'au XXe siècle. Son nom était courant en Égypte.
Minas est crédité de plusieurs œuvres de la littérature éthiopienne. Il a écrit des sermons, dont six font encore partie de la liturgie des monastères éthiopiens, lus à des moments précis de l'année. Ces six sermons couvrent les Apôtres, les Soixante-dix Disciples, la Dormition de la Vierge, la Fête de la Croix, les 318 participants du Premier Concile de Nicée et la saison du printemps. La tradition lui attribue également la traduction du Livre de l'Apocalypse en Guèze. La traduction du texte Guèze L'histoire de la façon dont les intérieurs de l'Éthiopie sont venus au christianisme, un extrait de Rufin d'Aquilée sur la mission de Frumentius, peut également être l'œuvre de Minas.

## Œuvres
- Une traduction anglaise de l'homélie de Minas sur la croix se trouve dans Getatchew Haile, The Ethiopian Orthodox Church's Tradition on the Holy Cross (Leiden: Brill, 2018), pp. 112-125.